# Schlamau
Schlamau ist ein Ortsteil der Gemeinde Wiesenburg/Mark im Landkreis Potsdam-Mittelmark in Brandenburg. Zu Schlamau gehören die bewohnten Gemeindeteile Arensnest und Schmerwitz sowie die Wohnplätze Siedlung und Steindorf.

## Lage
Der Ort liegt in der Brandtsheide nördlich des Kernortes Wiesenburg an der Kreisstraße K 6934. Westlich des Ortes verläuft die B 107.

## Geschichte

### 14. und 15. Jahrhundert
Das unregelmäßige Angerdorf erschien erstmals indirekt durch einen Nycolao Slamouwen, der 1361 in einer Urkunde in Zerbst/Anhalt erwähnt wurde. Das Dorf selbst wurde 1388 als Slamowe, Slamow urkundlich erstmals erwähnt. Es gehörte der Familie von Querfurt, die es 1443 an die von Kracht weitergaben. Von da kam es 1456 an die Familie Brandt von Lindau zu Wiesenburg. Eine Mühle gehörte vor 1388 der Familie Luckenberg, die anschließend mit dem ersten Anteil vereinigt wurde. Außerdem gab es drei freie Höfe, die vor 1388 der Familie Seedorf gehörten und 1389 ebenfalls an die Familie Brandt von Lindau fielen. Die Pacht aus neun wüsten Höfen und einen Hof mit allem Recht besaßen vor 1419/1420 die von Thümen; dieser Anteil ging 1524 ebenfalls an die von Brandt von Lindau. Die Schreibweise des Dorfes änderte sich von Slammaw im Jahr 1443 zu Schlammaw im Jahr 1592. Im Dorf entstand im 13. Jahrhundert eine Feldsteinkirche, die 1459 vermutlich Pfarrkirche war. Das Kirchenpatronat lag beim Gut Schmerwitz; möglicherweise waren die Pfarrhufen in Wiesenburg bereits enthalten.

### 16. Jahrhundert
Im Jahr 1530 lebten im Dorf sechs Hufner und acht Gärtner; 1531 wurden 12 Türkensteuerpflichtige gezählt, darunter ein Schulze. Außerdem gab es einen Knecht und einen Hirten. Eine weitere Statistik von 1542 führte fünf Güter, vier andere Einwohner und einen Dienstboten auf. Im Jahr 1555 wurden sechs Hufner und acht Gärtner erwähnt (ebenso 1575). Der Küster bekam 10 1⁄2 Scheffel Korn und von jedem Einwohner jährlich ein Brot. Die Kirche besaß einen Acker. Eine weitaus detaillierte Statistik liegt aus dem Jahr 1592 vor. Demzufolge gab es sechs Hufner, darunter den Schulzen und einen Schneider. Der Schulze besaß neben dem Schulzengut 2 Mg 2 Viertel (Vt) Wiese und 15 Mg Heideland. Ein Vierdorfhufner besaß 3 Mg 3 Vt Wiese und 8 Mg Heideland, ein Zweidorfhufner einen Garten 2 Mg 1 1⁄2 Vt Wiese sowie 15 Mg 3 Vt Heideland, ein anderer Vierdorfhufner (der Schneider) einen Garten 2 Mg 1 Vt Wiese und 8 1⁄2 Mg 1⁄2 Heideland. Ein Zweidorfhufner besaß 4 Mg Wiese und 5 1⁄2 Mg Heideland; ein Vierdorfhufner einen Garten, 4 Mg 2 1⁄2 Vt Wiese und 19 Mg Heideland. Es gab neun Kossäten mit Haus und Hof. Einer hiervon besaß einen Garten, 1⁄2 Mg Wiese und 4 Mg Heideland, ein anderer 4 Mg Heideland, ein weiterer 3 Vt Wiese und 4 Mg Heideland. Ein anderer Kossäte besaß 2 Mg Wiese und 6 Mg Heideland, ein weiterer 1 Mg Wiese und 4 Mg Heideland; einer eine Wiese und 4 Mg Heideland. Ein anderer Kossät besaß 1⁄2 Mg Wiese und 4 Mg Heideland, ein weiterer 4 Mg Heideland, ein anderer 2 Mg Heideland. Der Müller besaß 1⁄2 Mg Wiese; außerdem gab es einen neuen Häusler und einen Hirten.

### 17.  und 18. Jahrhundert
Im Jahr 1627 lebten im Dorf sechs Hufner und neun Kossäten. Im Dreißigjährigen Krieg lagen im Jahr 1651 vier der fünf Hufnerhöfe wüst, ebenso sechs der acht Kossätenhöfe. Hieran änderte sich über viele Jahrzehnte nur wenig: 1696 waren acht Höfe bewohnt, sieben lagen wüst.
Im Jahr 1718 gab es fünf Hufner und acht Kossäten. Sie brachten auf 20 Hufen 52 Dresdner Scheffel 8 Metzen Aussaat aus; auf jede Hufe 3 Scheffel 10 Metzen. Eine Statistik aus dem Jahr 1743 führte vier Vierhufner und zwei Zweihufner auf. Im Jahr 1759 lebten im Dorf der Erbschulze, drei Vierhufner, zwei Zweihufner, neun Kossäten und ein Windmüller (als Häusler). Es gab weiterhin drei Häusler, einen Wassermüller und einen Schmied. Im Jahr 1764 waren es vier Vierhufner, zwei Zweihufner, neun Gärtner oder Kossäten, sieben Häusler und zwei Windmüller. Sie bewirtschafteten 20 Hufen und brachten pro Hufe 4 1⁄2 Dresdner Scheffel Aussaat aus.

### 19. Jahrhundert
Im Jahr 1806 lebten im Dorf vier Vierhufner (darunter der Schulze), zwei Zweihufner, neun Einviertelhufner (alles Kossäten) und sechs Häusler auf 22 1⁄4 Hufen. Schlamau bestand im Jahr 1837 aus 30 Wohnhäusern. Das Dorf war im Jahr 1858 insgesamt 1637 Mg groß: 40 Mg Gehöfte, 26 Mg Gartenland, 1394 Mg Acker, 85 Mg Wiese und 92 Mg Weide. Dort standen sechs öffentliche, 38 Wohn- und 70 Wirtschaftsgebäude, darunter eine Wassergetreidemühle und eine Getreidemühle.

### 20. und 21. Jahrhundert
Zur Jahrhundertwende war das Dorf 533 Hektar (ha) groß und bestand aus 54 Häusern. Im Jahr 1929 wurde vom Gutsbezirk Schmerwitz das nördlich gelegene Revier einschließlich Arensnest und Steindorf eingemeindet. Schlamau wurde 1931 Landgemeinde mit den Wohnplätzen Arensnest, Schmerwitz, Steindorf, Forsthaus Wildpark und Torwärterhaus Wildpark und einer Fläche von 2354 ha. Darauf standen 100 Wohnhäuser mit 116 Haushaltungen. Im Jahr 1939 gab es zwei land- und forstwirtschaftliche Betriebe mit einer Fläche über 100 ha. Weitere fünf waren zwischen 20 und 100 ha groß, vier zwischen 10 und 20, sechs zwischen 5 und 10 sowie 35 zwischen 0,5 und 5 ha.
Nach dem Zweiten Weltkrieg wurden im Rahmen der Bodenreform 4288 ha enteignet, im Wesentlichen der Gutsbezirk Schmerwitz: 580 ha Acker, 3708 ha Wald. Davon gingen 60,4 ha an 23 Bauern, 104,5 ha an 35 nichtlandwirtschaftliche Arbeiter und Handwerker, 71 ha an die Gemeinde Reetzerhütten und 35,59 ha an die Gemeinde Benken. Der Rest wurde in ein VEG Schmerwitz umgewandelt. Im Jahr 1957 bestand Schlamau mit dem Ortsteil Schmerwitz und dem Wohnplatz Steindorf. Einige Bauern gründeten 1959 eine LPG Typ I mit zehn Mitgliedern und 65 ha Fläche. Sie wuchs auf 67 Mitglieder und 330 ha Fläche im Jahr 1960 an und schloss sich 1973 an die LPG Typ III Wiesenburg an. Im Jahr 1973 bestand Schlamau mit den Ortsteilen Arensnest und Schmerwitz.

## Bevölkerungsentwicklung
| Jahr      | 1817 | 1837 | 1858 | 1871 | 1885 | 1895 | 1905 | 1925 | 1939 | 1946 | 1964 | 1971 |
| Einwohner | 156  | 181  | 230  | 266  | 290  | 257  | 298  | 252  | 457  | 667  | 665  | 564  |

## Sehenswürdigkeiten
- Die Dorfkirche Schlamau ist eine Feldsteinkirche mit Apsis aus dem 13. Jahrhundert, die 1701 unter Einbeziehung der Apsis nach Osten erweitert wurde. Sie besitzt eine Sakristei aus dem Jahr 1740 sowie eine Gruft aus dem Jahr 1746. Im Turm hängt eine Glocke von 1469.
- In der Liste der Naturdenkmale in Wiesenburg/Mark sind für Schlamau acht Naturdenkmale aufgeführt, darunter vier + vier Stiel-Eichen.